# Лончар, Златибор
Златибор Лончар (серб. Златибор Лончар; род. 3 августа 1971, Белград, СФРЮ) — сербский политический и государственный деятель. В прошлом — министр здравоохранения во втором кабинете министров Александра Вучича (2014—2022).

## Биография
Златибор Лончар родился в 1971 году в Белграде. В 1997 году окончил Медицинский факультет Белградского университета. Работал в Клиническом центре Сербии, в 2012 году возглавил одно из его подразделений. В 2013 году был назначен главой отдела трансплантации. Во время работы повышал квалификацию в Королевском колледже в Лондоне, а также образовательном центре в Загребе. 11 августа 2016 года был назначен на должность министра здравоохранения.
Владеет английском языком. Супруга — Весна, адвокат, участвовала в судебном процессе над членами преступной группировки Дарко Шарича и была адвокатом двух её деятелей: Дарко Тошича и Ненада Новаковича. Воспитывает ребёнка.

## Скандалы
В 2002 году Лончар приобрёл квартиру за 1,8 млн. сербских динаров в районе Нови-Белград: квартиру ему продала Елена Калинич, жена криминального авторитета Сретко Калинича из Земунской преступной группировки. Злые языки связали это с тем, что Лончар в своё время должен был прооперировать черногорского криминального авторитета Веселина Божовича, однако подстроил его смерть. Сам Лончар отвергает подобные заявления о причастности к смерти Божовича, хотя признал, что его допрашивали в 2006 году.